# جيجيمانتاس يانافيتشيوس
جيجيمانتاس يانافيتشيوس (بالليتوانية: Žygimantas Janavičius)‏ مواليد 20 فبراير 1989 في أليتس، الجمهورية الليتوانية السوفيتية الاشتراكية، هو لاعب كرة سلة ليتواني. بدأ مسيرته الاحترافية في سنة 2005. يلعب في الدوري الليتواني لكرة السلة كلاعب هجوم خلفي. يحمل الرقم 19. يبلغ طوله 6 قدم 4 بوصة (1.9 م).

## المسيرة الاحترافية
لعب مع زالغيريس لكرة السلة من سنة 2008 إلى 2010، ثم لعب مع نادي أتلتاس لكرة السلة في سنة 2010، ثم لعب مع شياولياي في موسم 2010–2011، ثم لعب مع نادي أتلتاس لكرة السلة في موسم 2011–2012، ثم لعب مع نادي ليتكابليس لكرة السلة في سنة 2014، ثم لعب مع ليتوفوس رايتس من سنة 2014 إلى 2016.

## روابط خارجية
- جيجيمانتاس يانافيتشيوس على موقع الاتحاد الدولي لكرة السلة (الإنجليزية)
- جيجيمانتاس يانافيتشيوس على موقع الدوري الأوروبي لكرة السلة (الإنجليزية)
- جيجيمانتاس يانافيتشيوس على موقع كرة السلة الأوروبية.كوم (الإنجليزية)
- جيجيمانتاس يانافيتشيوس على موقع ريلجم (الإنجليزية)
- جيجيمانتاس يانافيتشيوس على موقع بروبوليرز (الإنجليزية)
- جيجيمانتاس يانافيتشيوس على موقع سبورتس رفرنس (الإنجليزية)